# Bruce Mendenhall
Bruce D. Mendenhall (Condado de Crawford - 14 de abril de 1951) é um assassino em série americano. Ele foi preso no Tennessee em julho de 2007, e considerado culpado em 2010 pelo assassinato de Sara Nicole Hulbert em 26 de junho de 2007. Mendenhall um caminhoneiro de longa data foi acusado de outros três assassinatos em paradas de caminhões no Alabama, Indiana e Tennessee e ainda está sob investigação por assassinatos na Geórgia, Illinois, Novo México, Oklahoma e Texas.

## Biografia
Pouco se sabe sobre os primeiros anos de vida de Mendenhall, exceto que ele nasceu em 14 de abril de 1951 e cresceu no condado de Crawford, Illinois, e se mudou para Albion, Illinois. Já adulto, ele se casou com uma mulher chamada Linda Kohler, que, segundo consta, era cega por causa da diabetes e tinha duas filhas com ela. Ele era conhecido por ter um temperamento forte e barulhento, mas também reservado. Mendenhall uma vez tentou se tornar o prefeito de Albion depois de ficar com raiva da cidade por forçá-lo a remover veículos inúteis de sua propriedade. No entanto, ele perdeu, com apenas 49 votos a seu favor. Apesar de nunca ter tido problemas significativos com a lei, ele manteve ilegalmente uma arma de modelo não especificado em seu caminhão. Linda e seus amigos sabiam disso, mas ninguém se deu ao trabalho de relatar. Mendenhall finalmente conseguiu um emprego como caminhoneiro na qual trabalhou por dezoito anos.

## Prisão
Mendenhall foi preso na parada de caminhões em Nashville, Tennessee, em 12 de julho de 2007 após o detetive Pat Postiglione avistar um caminhão que combinava com as imagens de vigilância da noite em que Sara Nicole Hulbert foi assassinada na mesma parada de caminhões. Após a inspeção do veículo, uma grande quantidade de roupas ensanguentadas e de identificação e objetos pessoais de uma mulher de Indianápolis, que desapareceu no dia anterior, foi encontrada em um saco plástico junto com manchas de sangue espalhadas pelo interior de seu caminhão e até mesmo em suas mãos quando foi preso. Mendenhall foi levado sob custódia. A polícia catalogou 300 itens do caminhão, incluindo um rifle, facas, algemas, luvas de látex, vários cartuchos de armas, fita, um cassetete e brinquedos sexuais. Amostragem desses itens revelou o DNA de cinco mulheres diferentes. Em 2 de agosto de 2007, Mendenhall renunciou ao seu direito a uma audiência preliminar.

## Vítimas
As vítimas de Mendenhall eram principalmente jovens prostitutas, geralmente encontradas baleadas, embora os detetives tenham determinado que seu método de matar pode ter mudado ao longo dos anos. Durante o interrogatório, ele se implicou na morte a tiros de Hulbert, cujo corpo foi encontrado em 26 de junho de 2007. Ele também se implicou na morte a tiros de Symantha Winters, cujo corpo foi encontrado em 6 de junho de 2007 em uma lata de lixo em uma parada de caminhão em Lebanon, Tennessee. Em 17 de agosto de 2007, um grande júri do condado de Wilson indiciou Mendenhall pelo assassinato de Winters. Ele foi posteriormente condenado e sentenciado à prisão perpétua. Outra vítima morta por Mendenhall em 11 de julho de 2007 em uma parada de caminhão foi Carma Purpura de 31 anos, mãe de dois filhos, foi vista pela última vez no extremo sul de Indianápolis. Em 10 de abril de 2008, o promotor do condado de Marion, Carl Brizzi, acusou Mendenhall de homicídio no caso. Os testes de DNA ligam uma grande quantidade de sangue da cabine do caminhão de Mendenhall aos pais da mulher. Os investigadores também encontraram seu telefone celular, cartão do caixa eletrônico e roupas que ela usou no dia em que desapareceu. Quatro anos depois, seus restos mortais foram descobertos no estado americano do Kentucky. Em 28 de julho, a polícia em Birmingham, Alabama, acusou Mendenhall do assassinato de Lucille "Gretna" Carter, que foi encontrada nua em uma lata de lixo com um saco plástico colado em volta de sua cabeça. Ela foi baleada com uma arma calibre .22.  
Os investigadores disseram que Mendenhall inicialmente cooperou, mas depois deixou de se envolver em outros assassinatos. A polícia está investigando a possibilidade de Mendenhall ser responsável por outros assassinatos na região, incluindo:
- Deborah Ann Glover, uma prostituta de Atlanta cujo corpo foi encontrado perto de um motel em Suwanee, Geórgia, em 29 de janeiro de 2007. A polícia tem certeza de que Mendenhall estava na Geórgia no dia em que Glover foi baleada.
- Sherry Drinkard, uma prostituta de Gary, Indiana, cujo corpo foi encontrado nu em um aterro.
- Tammy Zywicki, uma estudante encontrada esfaqueada até a morte em 2 de setembro de 1992. Ela desapareceu perto de La Salle, Illinois.[11]
- Robin Bishop, uma prostituta que foi atropelada em uma parada de caminhão em Fairview, Tennessee em 1 de julho de 2007.[12]
- Belinda Cartwright, uma caroneira que foi atropelada em uma parada de caminhão na Geórgia em 2001. Um esboço policial composto do suspeito com base em informações de testemunhas tem uma semelhança impressionante com Mendenhall.

Até agosto de 2009, Mendenhall foi considerado culpado no assassinato de Jennifer Smith, uma prostituta encontrada nua em uma parada de caminhão em Bucksnort, Tennessee, em abril de 2005. Provas de DNA em 2009 provaram que ela foi a segunda vítima do assassino John Wayne Boyer.